# Geens
Geens is een Vlaamse familienaam met een kleine 4000 naamdragers. Er zijn heel wat bekende personen die deze naam dragen, waaronder:
- André Geens (1941), een Vlaams politicus (VU, later VLD)
- Assunta Geens (1954), een actrice en lokaal politica
- Gaston Geens (1931-2002), een Vlaams christendemocratisch politicus (CVP/CD&V)
- Hilde Geens (1977), een Vlaams freelance presentatrice
- Jos Geens (1951), een Vlaams acteur
- Koen Geens (1958), een Vlaams christendemocratisch politicus (CD&V)